# Spea hammondii
Spea hammondii là một loài cóc có da khá mượt thuộc họ Scaphiopodidae. Con trưởng thành có thân dài 3,8-7,5 cm.
Loài này phân bố khắp thung lũng trung bộ của tiểu bang California cũng như bờ biển nam San Jose và một vài nơi ở sa mạc. Nó thích đất cỏ, cây bụi và chaparral tại chỗ nhưng cũng hiện diện ở rừng sồi. Chất tiết ở da của nó ít hơn các loài cóc khác và có mùi bơ lạc và có thể gây hắt xì hơi .
Tên gọi chi tiết của nó, hammondi, để vinh danh nhà tự nhiên General William Alexander Hammond, M.D.